# Bennie Thompson
Pour les articles homonymes, voir Thompson.
Bennie Gordon Thompson, né le 28 janvier 1948 à Bolton (Mississippi), est un homme politique américain, élu démocrate du Mississippi à la Chambre des représentants des États-Unis depuis 1993.

## Biographie
Bennie Thompson est originaire de Bolton, dans le comté de Hinds au Mississippi. Après des études au Tougaloo College (en) et à l'université d'État de Jackson, il devient enseignant.
Il est élu au conseil municipal de sa ville natale en 1969. De 1973 à 1979, il est maire de Bolton. À partir de 1980, il siège au conseil des superviseurs du comté de Hinds.
Il est élu à la Chambre des représentants des États-Unis le 13 avril 1993, lors d'une élection partielle destinée à remplacer Mike Espy, nommé secrétaire à l'Agriculture. Il est réélu avec 53,7 % des voix en 1994. Il est depuis reconduit tous les deux ans avec des scores compris entre 55 % et 72 % des suffrages. Sa circonscription s'étend sur Jackson, Greenville et Vicksburg.
Lors du 117e Congrès, il préside le comité spécial sur l'attaque du Capitole du 6 janvier 2021. Donald Trump affirme par la suite que l'ensemble des élus membres de la commission devraient faire l'objet de poursuites judiciaires et, le 20 janvier 2025, au dernier jour de sa présidence, Joe Biden leur accorde une grâce préventive, destinée à empêcher ces poursuites de la part de l'administration Trump,.